# Ctenophorinia frontalis
Ctenophorinia frontalis är en tvåvingeart som beskrevs av Ziegler och Hiroshi Shima 1996. Ctenophorinia frontalis ingår i släktet Ctenophorinia och familjen parasitflugor. Inga underarter finns listade i Catalogue of Life.